# Ivanivske, Luhansk
Ivanivske (în ucraineană Іванівське) este o așezare de tip urban din raionul Sloveanoserbsk, regiunea Luhansk, Ucraina. În afara localității principale, nu cuprinde și alte sate.

## Demografie
Componența lingvistică a așezării de tip urban Lotîkove
     Rusă (92,06%)
     Ucraineană (7,77%)
     Alte limbi (0,03%)
Conform recensământului din 2001, majoritatea populației așezării de tip urban Ivanivske era vorbitoare de rusă (92,06%), existând în minoritate și vorbitori de ucraineană (7,77%).